# Dzieciaki z wyspy skarbów. Potwór z wyspy skarbów
Dzieciaki z wyspy skarbów. Potwór z wyspy skarbów (ang. Treasure Island Kids: The Monster of Treasure Island) – nowozelandzki film przygodowy z 2006 roku w reżyserii Michaela Hursta. Film inspirowany powieścią Roberta Louisa Stevensona „Wyspa skarbów”.

## Opis fabuły
Nastolatek Charlie Forest (Nicko Vella) z kolegami z różnych części świata spędza wakacje na jednej z wysp południowego Pacyfiku. Dzieci zmuszone są stawić czoła potworowi, który przypomina wymarłe dinozaury. Okazuje się, że stwór jest matką szukającą swojego dziecka i dlatego agresywnie się zachowuje. Dzieci postanawiają zrobić wszystko, co w ich mocy, by matka i jej dziecko mogli znów być razem.

## Obsada
- Nicko Vella – Charlie Forest
- Barry Duffield – Doktor Polton
- Beth Allen – Ellie
- John Callen – Conrad
- Sasha Tilley – Miranda